# 石川県の灯台一覧
石川県の灯台一覧（いしかわけんのとうだいいちらん）は、石川県にある灯台及び、照射灯、灯標、等の光波標識をまとめた一覧である。

## 灯台
- 安宅港口灯台 石川県小松市（梯川河口）
- 宇出津灯台 石川県鳳珠郡能登町（宇出津）
- 猿山岬灯台 石川県輪島市（猿山岬）
- 加佐岬灯台 石川県加賀市（加佐岬）
- 海士埼灯台 石川県羽咋郡志賀町（海士埼）
- 穴水灯台 石川県鳳至郡穴水町（タケガ鼻の西方約1.2キロメートル）
- 雌島灯台 石川県七尾港（雌島）
- 七ツ島灯台 石川県輪島市（七ツ島）
- 大野灯台 石川県金沢市（大野）
- 滝埼灯台 石川県羽咋市（滝埼）
- 長手埼灯台 石川県珠洲市（長手埼）
- 能登鞍埼灯台 石川県珠洲市（鞍埼）
- 能登観音埼灯台 石川県七尾市（観音埼）
- 能登小木港犬山灯台 石川県鳳珠郡能登町（犬山）
- 能登城ヶ埼灯台 石川県鳳珠郡能登町（城ヶ埼）
- 能登赤埼灯台 石川県鳳珠郡能登町（赤埼）
- 能登中ノ島灯台 石川県七尾市（中ノ島）
- 能登島灯台 石川県七尾市（荒神鼻〕（廃止）
- 白尾灯台 秋浜三角点（石川県かほく市）の南西方約750メートル(2018年9月廃止)
- 美川灯台 美川小三角点（石川県白山市）の北方約350メートル
- 姫島礁灯台 石川県珠洲市（姫島礁）
- 福浦灯台 石川県羽咋郡志賀町（藻ノ埼の南西方約930メートル）
- 竜ヶ埼灯台 石川県輪島市（竜ヶ埼）
- 禄剛埼灯台 石川県珠洲市（禄剛埼）
- 舳倉島灯台 石川県輪島市（舳倉島）

## 防波堤灯台
- 安部屋港防波堤灯台 石川県羽咋郡志賀町（安部屋港防波堤外端）
- 庵港東防波堤灯台 石川県七尾市（庵港東防波堤外端）
- 宇出津港西防波堤灯台 石川県宇出津港（西防波堤外端）
- 宇出津港東第二防波堤灯台 石川県宇出津港（東第二防波堤外端）
- 宇出津港藤波防波堤東灯台 石川県宇出津港（藤波防波堤東端）
- 宇出津港南第一防波堤灯台 石川県宇出津港（南第一防波堤外端）
- 鵜浦港防波堤灯台 石川県七尾市（鵜浦港防波堤外端）
- 鵜飼港東防波堤灯台 石川県珠洲市（鵜飼港東防波堤外端）
- 鵜飼港防波堤灯台 石川県珠洲市（鵜飼港防波堤外端）
- 鵜川港導流堤灯台 石川県鳳珠郡能登町（鵜川港導流堤外端）
- 塩屋港北防波堤西灯台 石川県加賀市（塩屋港北防波堤西端）
- 下佐々波港北防波堤灯台 石川県七尾市（下佐々波港北防波堤外端）
- 皆月港第一防波堤灯台 石川県輪島市（皆月港第一防波堤外端）
- 橋立港沖の島防波堤西灯台 石川県加賀市（橋立港沖の島防波堤北西端）
- 橋立港沖の防波堤灯台 石川県加賀市（橋立港沖の防波堤外端）
- 橋立港西防波堤灯台 石川県加賀市（橋立港西防波堤北端）
- 橋立港防波堤灯台 石川県加賀市（橋立港防波堤外端）
- 橋立港北東防波堤西灯台 石川県加賀市（橋立港北東防波堤西端）
- 金沢港金石西防波堤灯台 石川県金沢港（金石西防波堤外端）
- 金沢港金石東防波堤灯台 石川県金沢港（金石東防波堤外端）
- 金沢港金石防波堤灯台 石川県金沢港（金石東突堤外端）
- 金沢港西防波堤灯台 石川県金沢港（西防波堤外端）
- 金沢港大野波除堤灯台 石川県金沢港（大野波除堤外端）
- 金沢港東防波堤灯台 石川県金沢港（東防波堤外端）
- 江泊港防波堤灯台 石川県七尾市（江泊港防波堤外端）
- 高倉港錨島防波堤灯台 石川県鳳珠郡能登町（高倉港錨島防波堤外端）
- 高浜港第四防波堤東灯台 石川県羽咋郡志賀町（高浜港第四防波堤東端）
- 寺家港防波堤灯台 石川県珠洲市（寺家港防波堤外端）
- 鹿磯港新第一防波堤灯台 石川県輪島市（鹿磯港新第一防波堤外端）
- 七尾港府中防波堤東灯台 石川県七尾港（府中防波堤東端）
- 柴垣港第一防波堤灯台 石川県羽咋市（柴垣港第一防波堤外端）
- 松波港南防波堤灯台 石川県鳳珠郡能登町（松波港南防波堤北端）
- 石崎港石崎防波堤南灯台 石川県七尾港（石崎防波堤南端）
- 石崎港第二防波堤北灯台 石川県七尾港（石崎港第二防波堤北端）
- 祖母ヶ浦港東防波堤灯台 石川県七尾市（祖母ヶ浦港東防波堤外端）
- 滝港第三防波堤灯台 石川県滝港（第三防波堤外端）
- 滝港第二防波堤灯台 石川県滝港（第二防波堤外端）
- 蛸島港西防波堤灯台 石川県珠洲市（蛸島港西防波堤外端）
- 蛸島港第一防波堤灯台 石川県珠洲市（蛸島港第一防波堤外端）
- 能登小木港元小木防波堤灯台 石川県小木港（元小木防波堤西端）
- 能登小木港西防波堤灯台 石川県小木港（西防波堤外端）
- 能登小木港東防波堤灯台 石川県小木港（東防波堤外端）
- 能登赤崎港防波堤灯台 石川県羽咋郡志賀町（赤崎港防波堤外端）
- 能登大沢港西防波堤灯台 石川県輪島市（大沢港西防波堤外端）
- 能登富来港東防波堤灯台 石川県羽咋郡志賀町（富来港東防波堤外端）
- 能登富来港南防波堤灯台 石川県羽咋郡志賀町（富来港南防波堤外端）
- 能登富来港風無第三防波堤灯台 石川県羽咋郡志賀町（富来港風無第三防波堤外端）
- 風無船だまり防波堤灯台 石川県羽咋郡志賀町（風無船だまり防波堤外端）
- 北陸電力志賀原子力発電所沖防波堤南灯台 石川県羽咋郡志賀町（北陸電力志賀原子力発電所沖防波堤南端）
- 北陸電力志賀原子力発電所沖防波堤北灯台 石川県羽咋郡志賀町（北陸電力志賀原子力発電所沖防波堤北端）
- 輪島港第一防波堤灯台 石川県輪島港（第一防波堤外端）
- 輪島港第五防波堤灯台 石川県輪島港（第五防波堤外端）
- 狼煙港高屋第一防波堤灯台 石川県珠洲市（狼煙港高屋第一防波堤外端）
- 狼煙港高屋東防波堤灯台 石川県珠洲市（狼煙港高屋東防波堤外端）
- 狼煙港高屋防波堤灯台 石川県珠洲市（狼煙港高屋防波堤外端）
- 狼煙港第二北防波堤南灯台 石川県珠洲市（狼煙港第二北防波堤南端）
- 狼煙港北防波堤灯台 石川県珠洲市（狼煙港北防波堤外端）
- 狼煙北防波堤灯台 石川県珠州市（狼煙港北防波堤外端）
- 舳倉島港第一防波堤灯台 石川県輪島市（舳倉島港第一防波堤外端）
- 舳倉島港第一離岸堤灯台 石川県輪島市（舳倉島港第一離岸堤東端）
- 舳倉島港第二防波堤灯台 石川県輪島市（舳倉島港第二防波堤外端）
- 鰀目港第一防波堤灯台 石川県七尾市（鰀目港第一防波堤外端）

## 照射灯
- 勝尾埼烏帽子岩照射灯 石川県七尾市（勝尾埼）
- 遭埼行者礁照射灯 石川県珠洲市（遭埼）

## 灯浮標
- ランカン出シ礁灯浮標 石川県七尾港内（大杉崎の南東方約460メートル）
- 七尾港カミヤ出シ灯浮標 石川県七尾港内（雌島灯台の北方約2.3キロメートル）
- 七尾港若出シ西灯浮標 石川県七尾港内（大杉埼の東南東方約970メートル）
- 七尾港第1号灯浮標 能登観音埼灯台（石川県七尾市）の北北西方約900メートル
- 七尾港第2号灯浮標 能登観音埼灯台（石川県七尾市）の北北西方約1.6キロメートル
- 七尾港第4号灯浮標 能登観音埼灯台（石川県七尾市）の北西方約1.6キロメートル
- 七尾港第5号灯浮標 能登観音埼灯台（石川県七尾市）の西北西方約1.9キロメートル
- 七尾港第7号灯浮標 能登島灯台（石川県七尾市）の東方約900メートル
- 七尾港第8号灯浮標 能登島灯台（石川県七尾市）の東北東方約750メートル
- 七尾港第10号灯浮標 石川県七尾港内（能登島灯台の南西方約700メートル）
- 七尾港第12号灯浮標 石川県七尾港内（雌島灯台の北方約2.3キロメートル）
- 七尾港第13号灯浮標 石川県七尾港内（雌島灯台の北方約1.7キロメートル）
- 七尾港第15号灯浮標 石川県七尾港内（雌島灯台の東北東方約750メートル）
- 七尾港第18号灯浮標 石川県七尾港内（雌島灯台の南南西方約1.1キロメートル）
- 七尾港第19号灯浮標 石川県七尾港内（雌島灯台の南南西方約2.1キロメートル）
- 七尾港第20号灯浮標 石川県七尾港内（雌島灯台の南南西方約2.3キロメートル）
- 七尾港直航路第2号灯浮標 石川県七尾港内（第二ふとう北東端の北北東方約1.5キロメートル）
- 七尾港直航路第3号灯浮標 石川県七尾港内（第二ふとう北東端の北東方約540メートル）
- 七尾港直航路第4号灯浮標 石川県七尾港内（第二ふとう北東端の北北東方約300メートル）
- 七尾港和歌出シ西灯浮標 石川県七尾港（大杉埼の東南東方約970メートル）
- 浅礁灯浮標 石川県七尾港内（雌島灯台の北北東方約1.8キロメートル）
- 大瀬灯浮標 石川県七尾港（雌島灯台の北西約2.4キロメートル）
- 鱸礁灯浮標 石川県七尾港内（能登島灯台の南西方約700メートル）

## 灯標
- 猿島南方灯標 能登中ノ島灯台（石川県七尾市）の南南西方約3.2キロメートル
- 嫁礁灯標 禄剛埼灯台（石川県珠洲市）の北北西方約19キロメートル
- 九十九湾口灯標 石川県小木港（日和山鼻の北方約90メートル）

## 橋梁灯
- 中能登農道橋橋梁灯（C1灯） 能登中ノ島灯台（石川県七尾市）の南南西方約2.5キロメートル
- 中能登農道橋橋梁灯（C2灯） 能登中ノ島灯台（石川県七尾市）の南南西方約2.5キロメートル
- 中能登農道橋橋梁灯（C3灯） 中能登農道橋橋梁灯（C1灯）の西方約260メートル
- 中能登農道橋橋梁灯（C4灯） 中能登農道橋橋梁灯（C2灯）の西方約260メートル
- 中能登農道橋橋梁灯（P1灯） 中能登農道橋橋梁灯（C1灯）の東方約43メートル
- 中能登農道橋橋梁灯（P2灯） 中能登農道橋橋梁灯（C2灯）の東方約43メートル
- 中能登農道橋橋梁灯（P3灯） 中能登農道橋橋梁灯（C1灯）の西方約43メートル
- 中能登農道橋橋梁灯（P4灯） 中能登農道橋橋梁灯（C2灯）の西方約43メートル
- 中能登農道橋橋梁灯（P5灯） 中能登農道橋橋梁灯（C1灯）の西方約160メートル
- 中能登農道橋橋梁灯（P6灯） 中能登農道橋橋梁灯（C2灯）の西方約160メートル
- 中能登農道橋橋梁灯（P7灯） 中能登農道橋橋梁灯（C1灯）の西方約390メートル
- 中能登農道橋橋梁灯（P8灯） 中能登農道橋橋梁灯（C2灯）の西方約390メートル
- 能登島大橋橋梁灯（C1灯） 石崎港防波堤灯台（石川県七尾市）の北北東方約1.4キロメートル
- 能登島大橋橋梁灯（C2灯） 石崎港防波堤灯台（石川県七尾市）の北北東方約1.4キロメートル
- 能登島大橋橋梁灯（C3灯） 能登島大橋橋梁灯（C1灯）の北東方約93メートル
- 能登島大橋橋梁灯（C4灯） 石崎港防波堤灯台（石川県七尾市）の北北東方約1.4キロメートル
- 能登島大橋橋梁灯（C5灯） 能登島大橋橋梁灯（C1灯）の北東方約190メートル
- 能登島大橋橋梁灯（C6灯） 能登島大橋橋梁灯（C2灯）の北東方約190メートル
- 能登島大橋橋梁灯（P1灯） 能登島大橋橋梁灯（C1灯）の南西方約34メートル
- 能登島大橋橋梁灯（P2灯） 能登島大橋橋梁灯（C2灯）の南西方約34メートル
- 能登島大橋橋梁灯（P3灯） 能登島大橋橋梁灯（C1灯）の北東方約38メートル
- 能登島大橋橋梁灯（P4灯） 能登島大橋橋梁灯（C2灯）の北東方約38メートル
- 能登島大橋橋梁灯（P5灯） 能登島大橋橋梁灯（C1灯）の北東方約150メートル
- 能登島大橋橋梁灯（P6灯） 能登島大橋橋梁灯（C2灯）の北東方約150メートル
- 能登島大橋橋梁灯（P7灯） 能登島大橋橋梁灯（C1灯）の北東方約220メートル
- 能登島大橋橋梁灯（P8灯） 能登島大橋橋梁灯（C2灯）の北東方約220メートル
- 能登島農道橋橋梁灯（C1灯） 能登中ノ島灯台（石川県七尾市）の南南西方約2.5キロメートル
- 能登島農道橋橋梁灯（C2灯） 能登中ノ島灯台（石川県七尾市）の南南西方約2.5キロメートル
- 能登島農道橋橋梁灯（P1灯） 能登島農道橋橋梁灯（C1灯）の東方約43メートル
- 能登島農道橋橋梁灯（P2灯） 能登島農道橋橋梁灯（C2灯）の東方約43メートル
- 能登島農道橋橋梁灯（P3灯） 能登島農道橋橋梁灯（C1灯）の西方約43メートル
- 能登島農道橋橋梁灯（P4灯） 能登島農道橋橋梁灯（C2灯）の西方約43メートル

## 導灯
- 福浦港導灯（前灯） 石川県福浦港（藻ノ埼）
- 福浦港導灯（後灯） 石川県福浦港（前灯の東方約90メートル）

## その他
- 能登島指向灯 石川県七尾市（能登島灯台）
- 竜ヶ埼大大蛇照射灯 石川県輪島市（竜ヶ埼灯台）
- 禄剛埼無線方位信号所 石川県珠洲市（禄剛埼）
- 舳倉島ディファレンシャルGPS局 石川県輪島市（舳倉島）